# Cristianismo en el siglo XVII

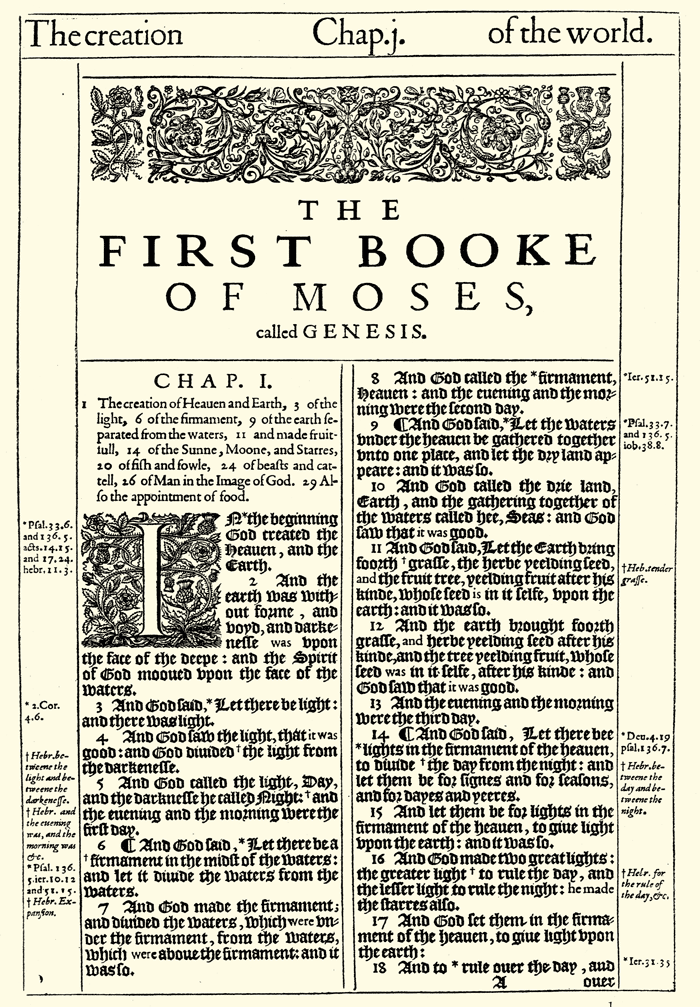
Primera página del Génesis de la primera edición de 1611 de la King James Version autorizada. La KJV es una traducción inglesa moderna de la Biblia realizada por ciertos miembros de la Iglesia de Inglaterra que se inició en 1604 y se completó en 1611.

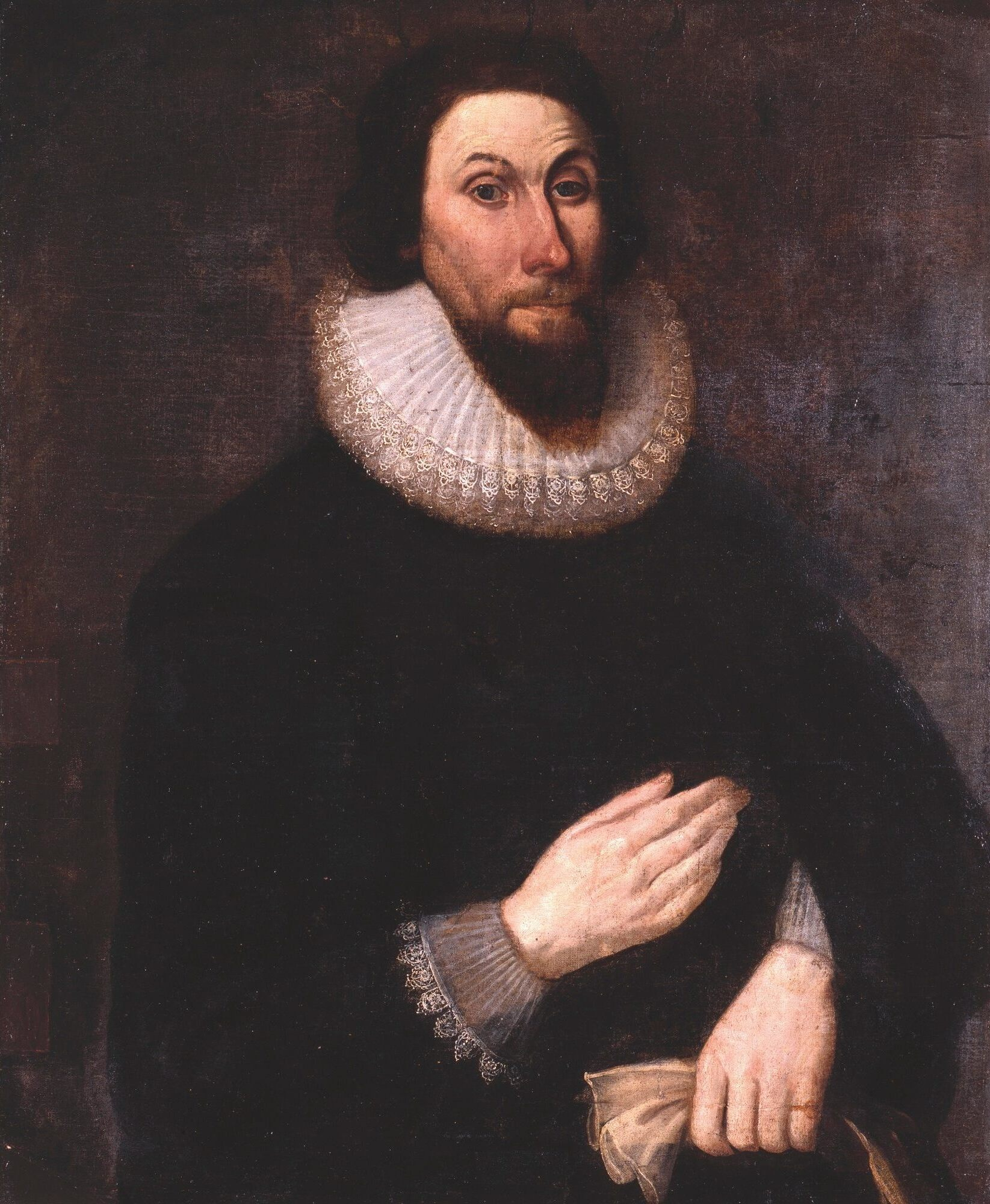
John Winthrop (1587/8-1649), Gobernador de la Colonia de la Bahía de Massachusetts, que lideró a los puritanos en la Gran Migración, a partir de 1630.

En el Cristianismo en el siglo XVII destaca la actividad misionera cristiana del en Asia y América creció con fuerza, echó raíces y desarrolló sus instituciones, aunque se encontró con la fuerte resistencia en Japón en particular. Al mismo tiempo, la colonización cristiana de algunas zonas fuera de Europa tuvo éxito, impulsada tanto por razones económicas como religiosas. Los comerciantes cristianos estaban muy implicados en el comercio de esclavos en el Atlántico, que tenía como efecto el transporte de africanos a las comunidades cristianas. La guerra terrestre entre el cristianismo y el islam continuó con las campañas de la monarquía de los Habsburgo y el Imperio Otomano en los Balcanes, con un punto de inflexión en Viena en 1683. El Zarato ruso, donde la Cristianismo Ortodoxo era la religión establecida, se expandió hacia el este, a Siberia y Asia Central, regiones de creencias islámicas y chamanistas, y también hacia el suroeste, a Ucrania, donde surgieron las Iglesias Católicas Orientales uniatas.
Se publicó un gran volumen de literatura cristiana, especialmente polémica y milenarista, pero también histórica y erudita. La Hagiografía se hizo más crítica con los Bolandistas, y la historia eclesiástica se desarrolló y debatió a fondo, con eruditos católicos como Baronius y Jean Mabillon, y protestantes como David Blondel marcando las líneas de la erudición. El arte cristiano del Barroco y la música derivada de las formas eclesiásticas llamaron la atención e influyeron en los artistas laicos que utilizaban expresiones y temas profanos. La poesía y el teatro trataban a menudo asuntos bíblicos y religiosos, por ejemplo El paraíso perdido de John Milton.

## Cambio de actitudes protestantes y católicas
A principios de siglo Jacobo I de Inglaterra se opuso al poder de deposición papal en una serie de obras polémicas, y el asesinato de Enrique IV de Francia provocó una intensa atención a las doctrinas teológicas relacionadas con el tiranicidio. Tanto Enrique como Jacobo, de diferentes maneras, persiguieron una política pacífica de conciliación religiosa, destinada a sanar finalmente la brecha causada por la Reforma protestante. Aunque el progreso en esta línea parecía más posible durante la Tregua de los Doce Años, los conflictos posteriores a 1620 cambiaron el panorama; y la situación de Europa occidental y central tras la Paz de Westfalia dejó una polarización más estable pero arraigada de estados territoriales protestantes y católicos, con minorías religiosas.
Los conflictos religiosos en la Francia católica en torno al jansenismo y Port-Royal dieron lugar a la polémica obra Lettres provinciales de Blaise Pascal. En ella arremetía contra el clima imperante en la teología moral, especialidad de la orden jesuita y la actitud del Collège de Sorbonne. Pascal argumentó contra la casuística de la época desplegada en los "casos de conciencia", en particular las doctrinas asociadas al probabilismo.
A finales del siglo XVII, el Dictionnaire Historique et Critique de Pierre Bayle representaba los debates actuales en la República de las Letras, una red mayoritariamente laica de eruditos y sabios que comentaban en detalle tanto las cuestiones religiosas como las científicas. Los partidarios de una mayor tolerancia religiosa —y de una línea escéptica respecto a muchas creencias tradicionales— defendieron con creciente éxito cambios de actitud en muchos ámbitos (como el descrédito de las Falsas Decretales y la leyenda de la papisa Juana, la magia y la brujería, el milenarismo y los extremos de la propaganda anticatólica, y la tolerancia de los judíos en la sociedad).

### Polemicismo y eirenismo
Las disputas entre católicos y protestantes dieron lugar a una importante literatura polémica, escrita tanto en latín para atraer a la opinión internacional entre los cultos, como en lenguas vernáculas. En un clima en el que se pensaba que la opinión estaba abierta a la discusión, la producción de literatura polémica formaba parte del papel de los prelados y otros eclesiásticos prominentes, académicos (en universidades) y seminaristas (en colegios religiosos); e instituciones como el Chelsea College en Londres y el Arras College en París se crearon expresamente para favorecer este tipo de escritos.
Los grandes debates entre protestantes y católicos resultaron inconclusos, y las cuestiones teológicas dentro del protestantismo fueron divisorias, también se produjo un retorno al Irenismo: la búsqueda de la paz religiosa. David Pareus fue un destacado Teólogo reformado que favoreció un enfoque basado en la conciliación de puntos de vista. Otras figuras destacadas como Marco Antonio de Dominis, Hugo Grocio y John Dury trabajaron en esta dirección.

### Herejía y demonología
La última persona en ser ejecutada en el fuego por herejía en Inglaterra fue Edward Wightman en 1612. De hecho, la legislación relativa a esta pena no se modificó hasta 1677, fecha a partir de la cual los condenados por herejía sufrirían como máximo excomunión. Las acusaciones de herejía, ya fueran el resurgimiento de debates de la Antigüedad Tardía como los del pelagianismo y el arrianismo o puntos de vista más recientes como el socinianismo en teología y el copernicanismo en filosofía natural, siguieron desempeñando un papel importante en la vida intelectual.
Al mismo tiempo que la persecución judicial de la herejía se hacía menos severa, el interés por la demonología era intenso en muchos países europeos. Los argumentos escépticos contra la existencia de la brujería y la posesión demoníaca seguían siendo rebatidos en la década de 1680 por los teólogos. La Gangraena de Thomas Edwards utilizó un marco que equiparaba herejía y posesión para llamar la atención sobre la variedad de opiniones protestantes radicales vigentes en la década de 1640.

### Juicio a Galileo

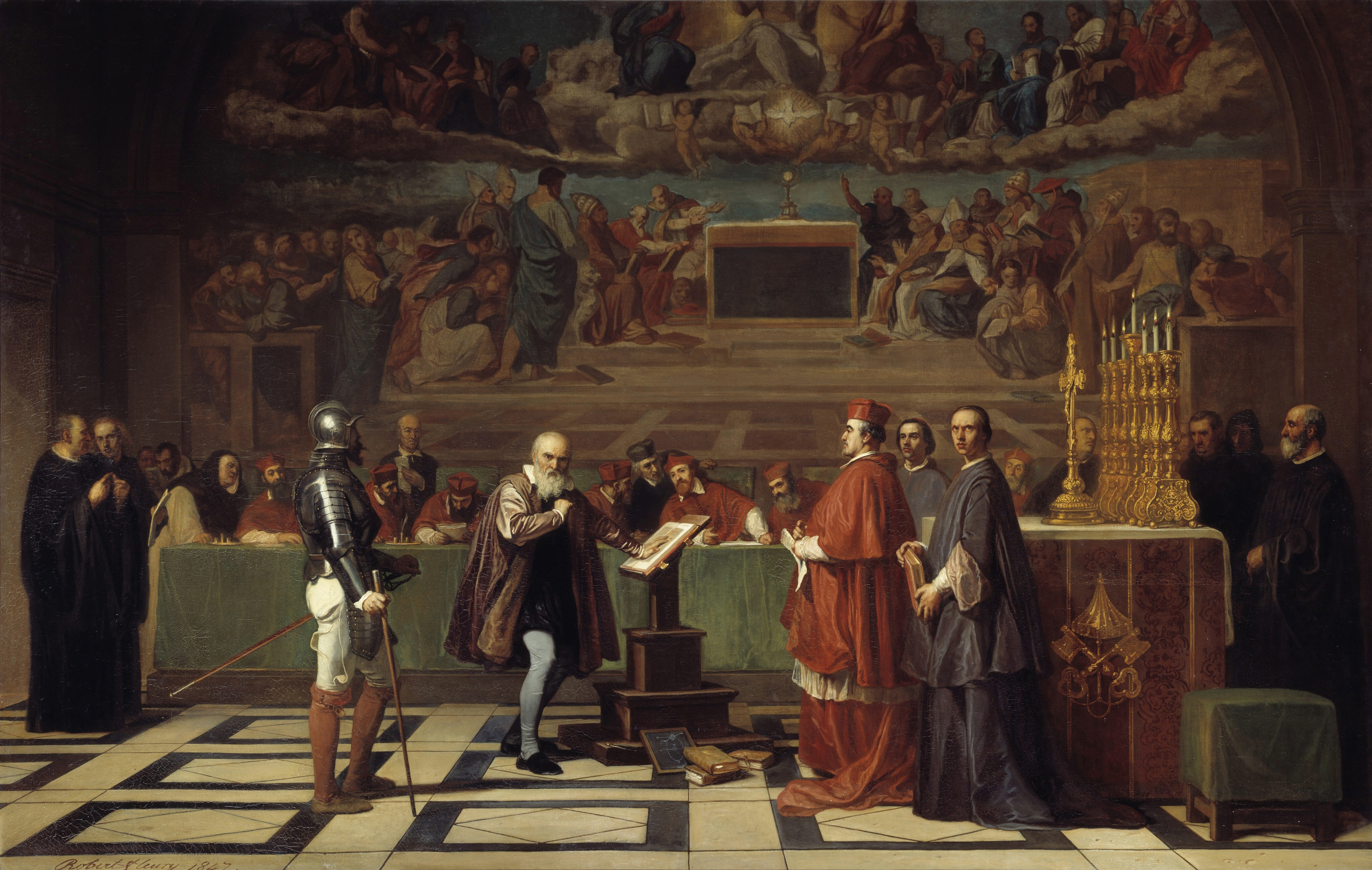
Galileo ante el Santo Oficio, pintura del de Joseph-Nicolas Robert-Fleury.

En 1610, Galileo Galilei publicó su Sidereus Nuncius, en el que describía las observaciones que había realizado con el nuevo telescopio. Estos y otros descubrimientos pusieron de manifiesto dificultades en la comprensión de los cielos vigentes desde la antigüedad y despertaron el interés por enseñanzas como la teoría heliocéntrica de Copérnico.
Como reacción, eruditos como Cosimo Boscaglia sostenían que el movimiento de la Tierra y la inmovilidad del Sol eran heréticos, ya que contradecían algunos relatos de la Biblia tal y como se entendía en aquella época. La participación de Galileo en las controversias sobre teología, astronomía y filosofía culminó con su juicio y condena en 1633, bajo sospecha de herejía.
El Caso Galileo —el proceso por el que Galileo entró en conflicto con la Iglesia Católica por su apoyo a la astronomía copernicana— se ha considerado a menudo un momento decisivo en la historia de la relación entre ciencia y religión.

## Protestantismo

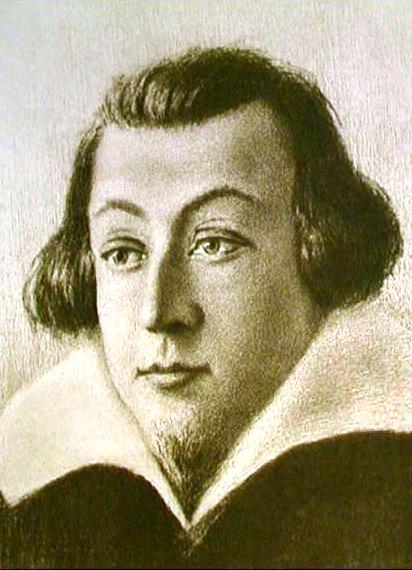
Jiří Třanovský (1592-1637)- el "Luther de los eslavos" que actuó en Bohemia, Moravia, Polonia y Eslovaquia.

Las tierras protestantes a principios del siglo XVII se concentraban en el norte de Europa, con territorios en Alemania, Escandinavia, Inglaterra, Escocia, y zonas de Francia, Países Bajos, Suiza, Reino de Hungría y Polonia. Se vieron fuertes luchas, en algunos casos continuación de los conflictos religiosos de los siglos anteriores, sobre todo en los Países Bajos y en el Electorado del Palatinado (que vio el estallido de la guerra de los Treinta Años). En Irlanda hubo un intento concertado de crear "plantaciones" de colonos protestantes en lo que era un país predominantemente católico, y las luchas con una dimensión religiosa fueron graves en las décadas de 1640 y 1680. En Francia, el asentamiento propuesto por el Edicto de Nantes se fue reduciendo, en perjuicio de la población hugonote, y el edicto fue revocado en 1685.
La Europa protestante se dividió en gran parte en Luteranos y Reformados (calvinistas), con la Iglesia de Inglaterra manteniendo una posición separada. Los esfuerzos por unificar a luteranos y calvinistas tuvieron poco éxito; y la ambición ecuménica de superar el cisma de la Reforma protestante siguió siendo casi totalmente teórica. La Iglesia de Inglaterra bajo William Laud se acercó seriamente a figuras de la Iglesia ortodoxa, buscando un terreno común.
Dentro del calvinismo se produjo una importante escisión con el auge del arminianismo; el Sínodo de Dort de 1618-19 fue una reunión nacional pero con repercusiones internacionales, ya que la enseñanza de Arminio fue firmemente rechazada en una reunión a la que fueron invitados teólogos protestantes de fuera de los Países Bajos. La Asamblea de Westminster de la década de 1640 fue otro gran concilio que se ocupó de la teología reformada, y algunas de sus obras siguen siendo importantes para las denominaciones protestantes.

### Movimiento puritano y guerra civil inglesa
En la década de 1640, Inglaterra, Escocia, Gales e Irlanda sufrieron luchas religiosas comparables a las que habían padecido sus vecinos algunas generaciones antes. El rencor asociado a estas guerras se atribuye en parte a la naturaleza del movimiento puritano, una descripción admitida como insatisfactoria por muchos historiadores. En sus primeras etapas, el movimiento puritano (finales del siglo XVI-XVII) defendía la reforma de la Iglesia de Inglaterra, dentro de la tradición calvinista, con el objetivo de que ésta se asemejara más a las iglesias protestantes de Europa, especialmente Ginebra. Los puritanos se negaron a respaldar completamente todas las indicaciones y fórmulas rituales del Libro de Oración Común; la imposición de su orden litúrgico por la fuerza legal y la inspección agudizaron el puritanismo hasta convertirlo en un movimiento de oposición definido.
La guerra civil inglesa fue una serie de conflictos armados y maquinaciones políticas entre Parlamentarios y Realistas. La primera (1642-46) y la segunda (1648-49) enfrentaron a los partidarios del rey Carlos I contra los partidarios del Parlamento Largo, mientras que la tercera guerra (1649-51) vio la lucha entre los partidarios del rey Carlos II y los partidarios del Parlamento Rump. Las guerras terminaron con la victoria parlamentaria en la Batalla de Worcester el 3 de septiembre de 1651.
La guerra condujo al juicio y ejecución de Carlos I, al exilio de su hijo, Carlos II, y a la sustitución de la monarquía inglesa por, primero, la Commonwealth de Inglaterra (1649-53) y, después, por un protectorado (1653-59) bajo el gobierno personal de Oliver Cromwell. En Irlanda la victoria militar de las fuerzas parlamentarias estableció la Ascendencia Protestante.

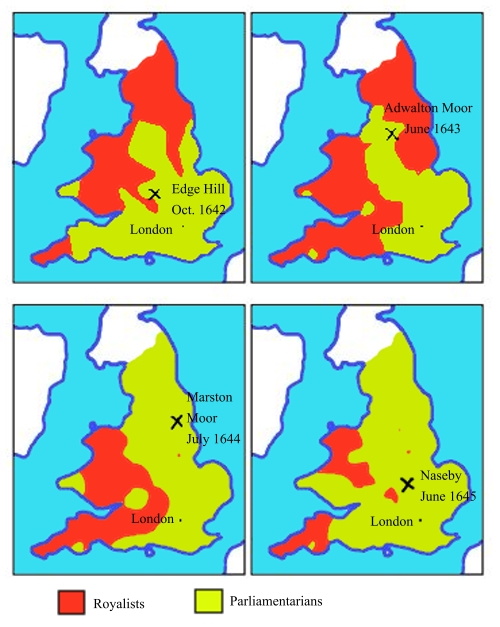
Mapas del territorio en poder de realistas (rojo) y parlamentarios (verde), 1642-1645.

Tras llegar al poder político como resultado de la primera guerra civil inglesa, el clero puritano tuvo la oportunidad de establecer una iglesia nacional siguiendo las líneas del presbiteriano; por razones que también fueron en gran medida políticas, no lograron hacerlo con eficacia. Tras la Restauración Inglesa de 1660, la Iglesia de Inglaterra fue purgada en pocos años de sus elementos puritanos. Los sucesores de los puritanos, en cuanto a sus creencias, se denominan disidentes y no conformistas, e incluyen a los que formaron varias denominaciones.

### Emigración puritana
La emigración a Norteamérica de los protestantes, en lo que se convirtió en Nueva Inglaterra, fue liderada por un grupo de separatistas puritanos con base en los Países Bajos ("los peregrinos"). Establecieron una colonia en Plymouth en 1620, y recibieron una carta del Rey de Inglaterra. Esta exitosa colonia, aunque inicialmente bastante difícil, marcó el inicio de la presencia protestante en América (los asentamientos anteriores franceses, españoles y portugueses eran católicos). A diferencia de los españoles y franceses, los colonos ingleses hicieron pocos esfuerzos iniciales por evangelizar a los nativos.

## Catolicismo

### Devociones a María
El papa Pablo V y Gregorio XV dictaminaron en 1617 y 1622 que no era válido afirmar que María fue concebida no inmaculada. Alejandro VII declaró en 1661 que el alma de María estaba libre del pecado original. La piedad mariana popular fue aún más colorida y variada que nunca: Numerosas peregrinaciones marianas, devociones marianas, nuevas letanías marianas, obras de teatro marianas, himnos marianos, procesiones marianas. Las cofradías marianas, hoy desaparecidas en su mayoría, contaban con millones de miembros.

### Papa Inocencio XI
Hacia finales del siglo XVII, el papa Inocencio XI consideró que los crecientes ataques turcos contra Europa, que contaban con el apoyo de Francia, eran la principal amenaza para la Iglesia. Creó una coalición polaco-austriaca para la derrota turca en Viena en 1683. Los estudiosos le han calificado de papa santo porque reformó los abusos de la Iglesia, entre ellos la simonía, el nepotismo y los fastuosos gastos papales que le habían hecho heredar una deuda papal de 50 000 000  escudos italianos. Mediante la eliminación de ciertos cargos honoríficos y la introducción de nuevas políticas fiscales, Inocencio XI pudo recuperar el control de las finanzas de la Iglesia.

### Francia y el galicanismo
En 1685, galicanista el rey Luis XIV de Francia promulgó la Revocación del Edicto de Nantes, poniendo fin a un siglo de tolerancia religiosa. Francia obligó a los teólogos católicos a apoyar el conciliarismo y negar la infalibilidad papal. El rey amenazó al papa Inocencio XI con un Concilio Ecuménico Católico y la toma militar del estado pontificio. El absoluto Estado francés utilizó el galicanismo para hacerse con el control de prácticamente todos los nombramientos eclesiásticos importantes, así como de muchas de las propiedades de la Iglesia.

## Difusión del cristianismo

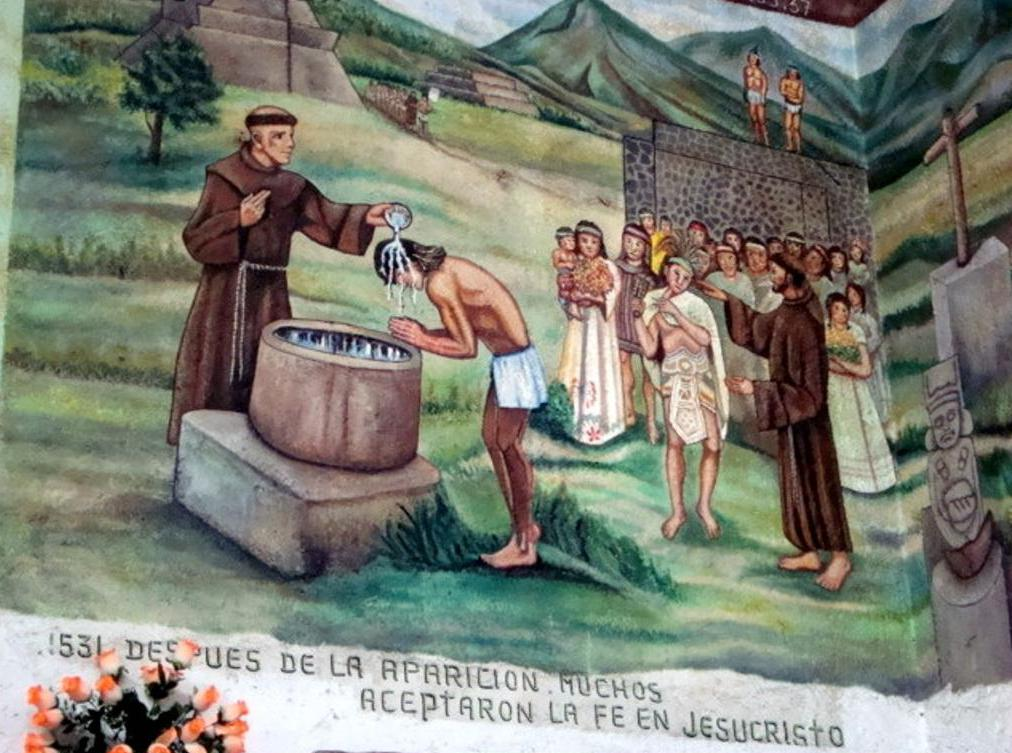
Evangelización de México

La expansión de la Iglesia católica, el Imperio portugués y el Imperio español, con un importante papel desempeñado por la Iglesia católica, condujo a una cristianización de los pueblos indígenas de América como los aztecas e incas. Olas posteriores de expansión colonial, como la lucha por las India, por parte de Holandeses, Inglaterra, Francia, Alemania, Rusia y España, llevaron a la cristianización más allá de Asia, como Filipinas.

### Misiones católicas
Durante la Era de los Descubrimientos, la Iglesia Católica estableció una serie de Misiones en las Américas y otras colonias con el fin de difundir el cristianismo en el Nuevo Mundo y convertir a los pueblos indígenas. Al mismo tiempo, misioneros como Francisco Javier y otros de la Jesuitas, Agustinos, Franciscanos y Dominicos se adentraban en Asia y Extremo Oriente. Los portugueses enviaron misiones a África.
El fracaso más significativo de la labor misionera católica se produjo en Etiopía. Aunque su gobernante, el emperador Susenyos, había declarado públicamente su conversión al catolicismo en 1622, la declaración del catolicismo como religión oficial en 1626 condujo a una creciente guerra civil. Tras la abdicación de Susenyos, su hijo y sucesor Fasilides expulsó al arzobispo Afonso Mendes y a sus hermanos jesuitas en 1633, y en 1665 ordenó quemar los escritos religiosos restantes de los católicos. Por otra parte, otras misiones (en particular la misión jesuita de Matteo Ricci a China) fueron relativamente pacíficas y se centraron en la integración más que en el imperialismo cultural.
La primera misión católica en Sichuan fue llevada a cabo por Ludovico Buglio en 1640. La primera iglesia católica se construyó en Pekín en 1650. El emperador concedió libertad religiosa a los católicos. Ricci había modificado la fe católica al pensamiento chino, permitiendo entre otras cosas la veneración de los muertos. El Vaticano no estuvo de acuerdo y prohibió cualquier adaptación en la llamada controversia de los ritos chinos en 1692 y 1742.

## Ortodoxia oriental

### Disputa entre Constantinopla y Alejandría
En una disputa con el Patriarca Nicéforo de Alejandría, el Patriarca Ecuménico Partenio I de Constantinopla se puso de parte de los jerarcas de la Iglesia del Sinaí concediéndoles permiso para celebrar servicios religiosos en El Cairo cuando Nicéforo se encontraba de visita en Moldavia. Cuando Nicéforo regresó a Alejandría, sus protestas hicieron que Partenio revocara el permiso. Aun así, las tensiones por este asunto continuaron entre las dos Iglesias.

### Sínodo de Iași
En el año 1641 Parthenius convocó un sínodo en Constantinopla, en el que estuvieron presentes ocho prelados y cuatro dignatarios de la Iglesia. Se dice que en este sínodo se autorizó el término Transubstanciación. Al año siguiente Parthenius organizó el más importante Concilio de Iași. El propósito de esta asamblea era contrarrestar ciertos errores doctrinales católicos y protestantes que se habían infiltrado en la teología ortodoxa y ofrecer una declaración ortodoxa completa sobre la verdad de la fe. Incluidos representantes de las Iglesias griega y eslava, condenó las enseñanzas calvinistas atribuidas a Cirilo Lukaris y ratificó (un texto algo modificado de) la Expositio fidei (Declaración de fe, también conocida como Confesión ortodoxa) de Peter Mogila, una descripción de la ortodoxia cristiana en un formato de preguntas y respuestas. La Declaración de Fe se convirtió en fundamental para establecer la actitud del mundo ortodoxo hacia el pensamiento de la Reforma. La mayor contribución del sínodo fue el reforzamiento del sentido de unidad en la Iglesia Ortodoxa Oriental a través de la promulgación de una declaración autorizada acordada por todas las sedes principales.

### Sínodo de Jerusalén
En 1672, el patriarca Dositeo II de Jerusalén convocó el Sínodo de Jerusalén que rechazó todas las doctrinas calvinistas y reformuló las enseñanzas ortodoxas de manera que se distinguieran tanto del catolicismo como del protestantismo.
Al Sínodo asistieron la mayoría de los representantes destacados de la Iglesia Ortodoxa Oriental, incluidos seis metropolitanos, además de Dositeo y su predecesor retirado, y sus decretos recibieron aceptación universal como expresión de la fe de la Iglesia Ortodoxa Oriental.
Contra la Iglesia católica y la mayoría de los protestantes, el Sínodo afirmó que el Espíritu Santo procede únicamente de Dios Padre y no tanto del Padre como del Hijo.
En los decretos del Sínodo, llamados Confesión de Dositeo, se reafirmaron las creencias ortodoxas existentes incompatibles con las doctrinas calvinistas, reafirmando que la sucesión apostólica de los obispos es necesaria, que las buenas obras hechas con fe son necesarias para la salvación, que hay siete sacramentos, que la Eucaristía es a la vez sacramento y sacrificio, ofrecida tanto por los muertos como por los vivos.

### Iglesia Ortodoxa Rusa
La caída de Constantinopla en Oriente, en 1453, supuso un importante desplazamiento de gravedad hacia el naciente Estado de Rusia, la "Tercera Roma". El Renacimiento también estimuló un programa de reformas de los libros de oración por parte de los patriarcas. En consecuencia, surgió un movimiento denominado "Viejos creyentes" que influyó en la teología ortodoxa rusa en dirección al conservadurismo y al erastianismo.

## Línea de tiempo
- 1601: Matteo Ricci va a China;[21] Primera ordenación de sacerdotes japoneses.
- 1602: el científico y traductor chino Xu Guangqi es bautizado.
- 1603: la imprenta de la misión Jesuita en Japón inicia la publicación de un diccionario japonés-portugués, el Nippo Jisho.
- 1604: Fausto Paolo Sozzini Socinianismo.
- 1604: el misionero jesuita Abbè Jessè Flèchè llega a Port Royal, Nova Scotia.
- 1605: Roberto de Nobili va a la India.[22]
- 1606: el shōgun japonés Tokugawa Ieyong. Tokugawa Ieyasu prohíbe el cristianismo.
- 1606: Carlo Maderno rediseña la basílica de San Pedro en forma de cruz latina.
- 1607: el misionero Juan Fonte establece la primera misión jesuita entre los tarahumaras en la Sierra Madre del noroeste de México.
- 1607: se funda Jamestown, Virginia.
- 1608: una expedición misionera a la zona Ceará de Brasil fracasa cuando los Tacariju matan al líder jesuita.
- 1608: Samuel de Champlain funda Quebec City.
- 1609: el misionero Nicolás Trigault va a China.[23]
- 1609: iglesia bautista fundada por John Smyth, debido a las objeciones al bautismo infantil y a las demandas de separación iglesia-Estado.
- 1609-1610: Biblia de Douay-Rheims, 1.ª traducción católica al inglés, AT publicado en dos volúmenes, basado en un texto no oficial de Lovaina corregido por la Vulgata Sixtina, NT es el texto de Reims de 1582.
- 1610: el matemático y astrónomo chino Li Zhizao es bautizado.[24]
- 1611: dos jesuitas comienzan a trabajar entre Mi'kmaq Indios de Nueva Escocia.[25]
- 1611-1800: se publica la Versión King James (Versión Autorizada), basada principalmente en la obra de Wycliffe y la Biblia del Obispo de 1572, los traductores son acusados de ser "malditos corruptores de la palabra de Dios", el original incluía Apócrifos.
- 1612: los jesuitas fundan una misión para el Abenakis en Maine.[25]
- 1613: el misionero Alvarus de Semedo va a China.
- 1614: edictos anticristianos en Japón, con más de 40.000 cristianos masacrados.[26]
- 1614: Fama Fraternitatis, el primer manifiesto rosacruz (puede haber estado en circulación hacia 1610) presentando la "Fraternidad de la Rosa Cruz".
- 1615: misioneros franceses en Canadá abren escuelas en Trois-Rivières y Tadoussac para enseñar a los niños de las Primeras Naciones con la esperanza de convertirlos.
- 1615: Confessio Fraternitatis, segundo manifiesto rosacruz que describe la "Muy Honorable Orden" como cristiana.
- 1616: caso de los Misioneros de Nankín en el que el choque entre la práctica china del culto a los antepasados y la doctrina de la Iglesia católica termina en la deportación de misioneros extranjeros. El misionero Johann Adam Schall von Bell llega a China.
- 1616: bodas químicas de Christian Rosenkreutz, tercer manifiesto rosacruz (una alegoría hermética que presenta alquímica y elementos cristianos).
- 1617: el misionero portugués Francisco de Pina llega a Vietnam.
- 1618: carmelitas portugueses van de Persia a Pakistán para establecer una iglesia en Thatta (cerca de Karachi).
- 1618-1648: Guerra de los Treinta Años.
- 1619: dominicanos misioneros fundan la Universidad de Santo Tomás en las islas Filipinas.
- 1620: carmelitas entran en Goa.[27]
- 1620: se funda la Colonia de Plymouth.
- 1621: los agustinos se establecen en Chittagong.
- 1621: Roberto Belarmino.
- 1622: el papa Gregorio XV funda la Sagrada Congregación para la Propagación de la Fe; esta se convierte en la principal agencia papal para coordinar y dirigir el trabajo misionero.[28]
- 1622-1642: Armand Jean du Plessis, cardenal Richelieu.
- 1623: en Ch'ang-ngan (Si-ngan-fu), China, se desentierra un monumento de piedra de más de nueve pies de alto, 33 pulgadas de ancho y diez pulgadas de grosor. Su inscripción, escrita por un monje sirio casi mil años antes y tanto en caracteres chinos como en escritura persa, comienza con las palabras: "Alabemos al Señor porque la fe [cristiana] ha sido popular en China"; relataba la llegada de un misionero, A-lo-pen (Abraham), en el año 625 d. C.
- 1624: la persecución se intensifica en Japón con 50 cristianos quemados vivos en Edo (ahora Tokio).
- 1625: Vietnam expulsa a los misioneros.[29]
- 1626: tras entrar en Japón disfrazado, el misionero jesuita Francisco Pacheco es capturado y ejecutado en Nagasaki.[30]
- 1627: Alexander de Rhodes va a Vietnam donde en tres años de ministerio bautiza a 6.700 conversos.[26]
- 1628: Congregación para la Evangelización de los Pueblos establecida en Roma para formar "clero nativo" de todo el mundo.
- 1629: el misionero franciscano Alonzo Benavides funda Santa Clara de Capo en la frontera de Apache territorio indio en lo que hoy es Nuevo México.
- 1630: en la zona de El Paso, Texas se intenta establecer una misión entre los indios mansos.
- 1630: Ciudad sobre una colina, sermón de John Winthrop.
- 1631: el misionero holandés Abraham Rogerius (anglicizado como Roger), autor de Puerta abierta a los secretos del paganismo, comienza 10 años de ministerio entre el pueblo tamil en la colonia holandesa de Pulicat cerca de Madrás, India.[31]
- 1632: indios zunis asesinan a un grupo de franciscanos misioneros que tres años antes habían establecido la primera misión para los zunis en Hawikuh, en lo que hoy es Nuevo México.
- 1633: el emperador Fasilides expulsa a los misioneros jesuitas en Etiopía; la Iglesia luterana alemana envía a Peter Heyling. Iglesia envía a Peter Heyling como primer misionero protestante a Etiopía.[32]
- 1634: el misionero jesuita Jean de Brèbeuf viaja al nación Petun (en Canadá) y bautiza a un hombre de 40 años.
- 1634-37: Confessio catholica del teólogo luterano Johann Gerhard.
- 1635: una expedición de franciscanos parte de Quito, Ecuador, para intentar penetrar en la Amazonia desde el oeste. Aunque la mayoría morirá en el camino, unos pocos lograrán llegar dos años después a la costa atlántica.
- 1636: la Dominicos de Manila (Filipinas) organiza una expedición misionera a Japón. Son arrestados en una de las Islas Okinawa y acabarán siendo condenados a muerte por el tribunal de Nagasaki.
- 1636: fundación de lo que más tarde se conocería como Universidad de Harvard como escuela de formación para ministros - la primera de los miles de instituciones de educación superior cristiana fundadas en Estados Unidos.
- 1636-1638: Cornelius Jansen, obispo de Ypres, fundador del jansenismo.
- 1637: cuando la viruela mata a miles de nativos americanos, los medicinales de las tribus culpan a los misioneros europeos del desastre.
- 1637-1638: Rebelión de Shimabara.
- 1638: prohibición oficial del cristianismo en Japón con pena de muerte; se publica La fuente abierta, una obra póstuma del influyente escritor puritano Richard Sibbes, en la que dice que el evangelio debe continuar su viaje "hasta que haya recorrido el mundo entero".
- 1638: Anne Hutchinson desterrada como hereje de Massachusetts.
- 1639: las primeras mujeres a Nueva Francia como misioneras - tres Ursuline Joseph" y zarpan hacia Nueva Francia.
- 1640: misioneros jesuitas llegan a la Caribe isla de Martinica; el jesuita Lodovico Buglio llega a Sichuan.
- 1641: el misionero jesuita Cristoval de Acuña describe el río Amazonas en un informe escrito al rey de España.
- 1641: John Cotton, defensor de la teonomía, ayuda a establecer la constitución social de la Colonia de la Bahía de Massachusetts.
- 1642: los misioneros católicos Isaac Jogues y René Goupil son capturados por Indios mohawk cuando regresaban al país de los hurones desde Quebec. Goupil fue asesinado a golpes de tomahawk mientras que Jogues será retenido durante un tiempo como esclavo. Utilizó su esclavitud como una oportunidad para el trabajo misionero.[33]
- 1643: John Campanius, Lutheran misionero a los Indians, llega a América en el Delaware River; el pastor reformado Johannes Megapolensis comienza a llegar a los Native Americans mientras pastorea en Albany, New York.
- 1643: Acta Sanctorum.
- 1644: John Eliot comienza el ministerio a Algonquian Indios de Norteamérica.[34]
- 1644: el Parlamento Largo ordenó que sólo se leyera el canon hebreo en la Iglesia de Inglaterra (eliminó efectivamente los Apócrifos).
- 1645: después de treinta años de trabajo en Vietnam, los jesuitas son expulsados de ese país.
- 1646: tras ser acusado de brujo, el misionero jesuita Isaac Jogues es asesinado por los iroqueses.[33]
- 1646: Normas de Westminster elaboradas por la Asamblea, uno de los primeros y sin duda el más importante y duradero documento religioso redactado tras la reconvención del Parlamento, también decreta el canon bíblico.
- 1647: los Carmelitas Descalzos comienzan a trabajar en Madagascar.[35]
- 1648: bautismo de Helena y otros miembros de la familia imperial Ming.
- 1648: George Fox funda el movimiento cuáquero.
- 1649: Sociedad para la Propagación del Evangelio en Nueva Inglaterra formada para llegar a los indios de Nueva Inglaterra.[36]
- 1650: la destrucción de Huronia por los iroqueses pone fin al sueño de los jesuitas de hacer del indígenas hurones el centro de su evangelización.
- 1650: James Ussher, calcula la fecha de la creación como el 23 de octubre de 4004 a. C.
- 1651: el conde Truchsess de Wetzhausen, destacado laico luterano, pregunta a la facultad de teología de Wittenberg por qué los luteranos no envían misioneros en obediencia a la Gran Comisión.[37]
- 1652: el jesuita Antonio Vieira regresa a Brasil como misionero donde defenderá la causa de los explotados pueblos indígenas hasta ser expulsado por los colonos portugueses.[38]
- 1653: una partida de guerra de la Mohawk captura al jesuita Joseph Poncet cerca de Montreal. Es torturado y finalmente será enviado de vuelta con un mensaje sobre propuestas de paz.
- 1653-56: Raskol de la Iglesia Ortodoxa Rusa.
- 1654: John Eliot publica un catecismo para Indios americanos.[39]
- 1655: Jinga o Zinga, princesa de Matamba en Angola se convierte;[40] más tarde escribirá al Papa instando a que se envíen más misioneros.
- 1656: llegan los primeros misioneros de la Quaker a lo que hoy es Boston, Massachusetts.
- 1657: Thomas Mayhew Jr., se pierde en el mar durante un viaje a Inglaterra que debía combinar un llamamiento a fondos misioneros con negocios personales.
- 1658: tras la huida de los misioneros French de su zona, el jefe Daniel Garakonthie de los Onondaga indios, examina las costumbres de los colonos franceses y las doctrinas de los misioneros y comienza abiertamente a proteger a los cristianos en su parte de lo que hoy es Nueva York.
- 1659: el jesuita Alexander de Rhodes funda la Sociedad de Misiones Extranjeras de París.
- 1660: se introduce el cristianismo en Camboya.
- 1660-1685: el rey Carlos II de Inglaterra, restauración de la monarquía, continuando hasta James II, revocó la decisión del Parlamento Largo de 1644, reinstaurando el Apócrifo, revocación no escuchada por los no conformistas.
- 1661: George Fox, fundador de la Sociedad Religiosa de los Amigos (cuáqueros) envía 3 misioneros a China (aunque nunca llegaron al campo).[41]
- 1662: el misionero jesuita francés Julien Garnier zarpa hacia Canadá.
- 1663: se publica la traducción de la Biblia de John Eliot a una de las lenguas algonquinas (el Nuevo Testamento salió dos años antes). Esta Biblia fue la primera Biblia completa que se imprimió en el Nuevo Mundo.[42]
- 1664: Justinian Von Welz escribe tres impactantes panfletos sobre la necesidad de las misiones mundiales; irá a la Guinea Holandesa (ahora llamada Surinam) donde morirá después de sólo tres meses.[43]
- 1665: los terratenientes feudales japoneses (llamados daimyōs) recibieron la orden de seguir el ejemplo del shogunato y nombrar inquisidores para hacer un escrutinio anual de los cristianos.
- 1666: Paul Gerhardt, pastor luterano y compositor de himnos es destituido de su cargo de pastor en la Nikolaikirche de Berlín, al negarse a aceptar el edicto "sincretista" del Elector Friedrich Wilhelm I de Brandeburgo.
- 1666:John Eliot publica su La gramática india, un libro escrito para ayudar en el trabajo de conversión entre los Indians. Descrita como "una preparación de huesos y costillas para tal trabajo", Eliot destinaba su Gramática a los misioneros que deseaban aprender el dialecto hablado por los Massachusett Indios.
- 1667: el primer misionero que intentó llegar a los Huaorani (o Aucas), el jesuita Pedro Suárez, es asesinado con lanzas.[44]
- 1668: en una carta desde su puesto en Canadá, el misionero French Jacques Bruyas lamenta su ignorancia de la lengua de la Oneida: "¿Qué puede hacer un hombre que no entiende su lengua y que no es entendido cuando habla? Hasta ahora, no hago más que tartamudear; sin embargo, en cuatro meses he bautizado a 60 personas, entre las cuales sólo hay cuatro adultos, bautizados in periculo mortis. Todos los demás son niños pequeños".
- 1669: deseosos de competir con los jesuitas por la conversión de los Naciones Indias en los Grandes Lagos occidentales, Sulpicianos misioneros François Dollier de Casson y René Bréhant de Galinée partieron de Montreal con veintisiete hombres en siete canoas dirigidas por dos canoas de Indios Séneca.
- 1670: los jesuitas establecen misiones en el Orinoco en Venezuela.
- 1671: los misioneros de la Quaker llegan a las Carolinas.
- 1672: un cacique de Guam mata al misionero jesuita Diego Luis de San Vitores y a su ayudante visayano, Pedro Calungsod, por haber bautizado a la hija del cacique sin su permiso (algunos relatos sí dicen que la madre de la niña consintió el bautismo).
- 1672: la Iglesia Ortodoxa Oriental, en el Sínodo de Jerusalén, decreta el canon bíblico.
- 1673: el comerciante francés Louis Jolliet y el misionero Jacques Marquette visitan lo que hoy es el estado de Illinois, donde este último establece una misión para los nativos americanos.[45]
- 1674: la misión de la Vincenciana en Madagascar se derrumba tras 25 años de esfuerzos frustrados.[46]
- 1675: un levantamiento en las islas de Micronesia provoca la muerte de tres misioneros cristianos.
- 1675: Philipp Jakob Spener publica Pia Desideria, que se convierte en un manifiesto del pietismo.
- 1676: Kateri Tekakwitha, que llegó a ser conocida como el Lirio de la nación Mohawk, es bautizada por un misionero jesuita. Ella, junto con muchos otros nativos americanos, se une a un asentamiento misionero en Canadá, donde se desarrolla una mezcla sincrética de creencias ascéticas indígenas y católicas.
- 1678: John Bunyan publica El progreso del peregrino.
- 1678: los misioneros franceses Jean La Salle y Louis Hennepin descubren las Cataratas del Niágara.
- 1679: escribiendo desde Changzhou, el recién llegado misionero Juan de Yrigoyen describe tres congregaciones cristianas florecientes en esa ciudad china.[47]
- 1680: comienza la Revuelta Pueblo en Nuevo México con el asesinato de veintiún misioneros franciscanos.
- 1681: tras llegar a Nueva España, el jesuita italiano Eusebio Kino pronto se convierte en lo que un escritor describió como "el pionero misionero más pintoresco de toda Norteamérica." Kino, un manojo de celo evangelizador, fue también explorador, astrónomo, cartógrafo, constructor de misiones, ranchero, rey del ganado y defensor de la frontera.[48]
- 1682: 13 misioneros van a "ciudades remotas" en el este de Siberia.
- 1682: Avvakum, líder de los Viejos Creyentes, quemado en la hoguera en el Extremo Norte de Rusia.
- 1683: el misionero Louis Hennepin regresa a Francia tras explorar Minnesota y ser cautivo de los Dakota para escribir el primer libro sobre Minnesota, Description de la Louisiane.
- 1684: Luis XIV de Francia envía misioneros jesuitas a China con regalos de las colecciones del Louvre y del Palacio de Versalles.
- 1684: Roger Williams (teólogo), defensor de la Separación de la Iglesia y el Estado, fundador de Providence, Rhode Island.
- 1685: consagración del primer obispo católico de origen chino.
- 1685: Edicto de Fontainebleau proscribe el protestantismo en Francia.
- 1685: la ortodoxia es introducida en Pekín por la Iglesia Ortodoxa Rusa.
- 1686: monjes de la Iglesia Ortodoxa Rusa llegan a China como misioneros.
- 1687: francés comienza su actividad en lo que hoy es Costa de Marfil cuando misioneros desembarcan en Assinie.
- 1688: traducción del Nuevo Testamento a la lengua malaya (primera Traducción de la Biblia a una lengua del sudeste asiático).
- 1689: Calusa, jefe indio de lo que es el estado de Florida visita Cuba para discutir la idea de que vengan misioneros a su pueblo.[49]
- 1690: llegan los primeros misioneros franciscanos a Texas.
- 1691: se organiza la Sociedad de la Fe Cristiana para las Indias Occidentales con el objetivo de evangelizar a los esclavos africanos.[50]
- 1692: el emperador Kangxi chino permite a los jesuitas predicar libremente el cristianismo, convirtiendo a quien deseen.
- 1692: juicios a las brujas de Salem en América colonial.
- 1692-1721: controversia sobre los ritos chinos.
- 1693: el misionero jesuita John de Britto es decapitado públicamente en la India.
- 1693: Jacob Amman, fundador de Amish.
- 1694: el misionero y explorador Eusebio Kino se convierte en el primer europeo en entrar en la cuenca de Tucson, Arizona y crear un asentamiento duradero.
- 1695: se consagra el primer edificio de la iglesia ortodoxa rusa de China.
- 1696: el misionero jesuita François Pinet funda la Misión del Ángel de la Guarda cerca de lo que hoy es Chicago. La misión fue abandonada en 1700 cuando los esfuerzos misioneros parecían infructuosos
- 1697: para evangelizar la Colonias inglesas, Thomas Bray, un predicador anglicano que realizó varios viajes misioneros a Norteamérica, comienza a sentar las bases de lo que será la Sociedad para la Propagación del Evangelio en Partes Extranjeras.[51]
- 1698: Sociedad para la Promoción del Conocimiento Cristiano organizada por Anglicanos.[36]
- 1699: sacerdotes del Seminario de Misiones Extranjeras de Quebec establecen una misión entre los indios Tamaroa en Cahokia, en el actual estado de Illinois.
- 1700: después de un sermón de un misionero sueco en Pensilvania, un nativo americano planteó preguntas tan inquisitivas que el episodio fue reportado en una 1731 historia de la iglesia sueca en América. El intercambio se recoge en la obra de Benjamin Franklin Remarks Concerning the Savages of North America (1784).[52]